# 45×90点

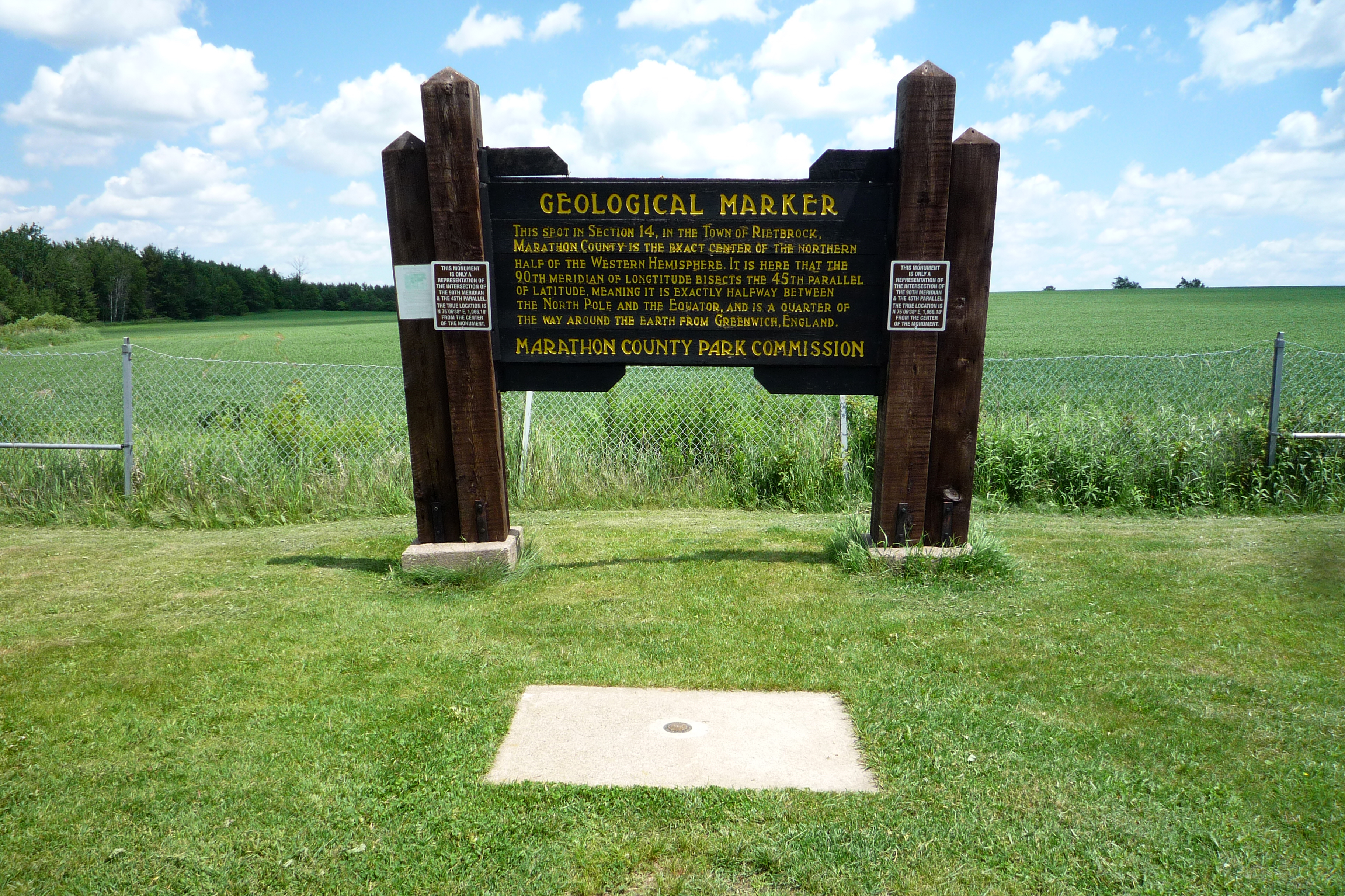
位于美国威斯康辛州里特布罗克的45×90点标志

45×90点是地球上位于两极与赤道正中以及本初子午线与180度经线正中位置的四个点。
四个点中最知名的是45°0′0″N 90°0′0″W / 45.00000°N 90.00000°W，地处美国威斯康辛州里特布罗克（Rietbrock）。马拉松县公园委员会在此处设立了一座标志。随着个人GPS设备的普及，该标志上的说明进行了修改，以澄清真正的45×90点应位于标志后方约1063英尺（324米）处，而标志建于此处的原因则是由于其靠近公路。
另一个位于陆地上的45×90点是45°0′0″N 90°0′0″E / 45.00000°N 90.00000°E，地处中国新疆靠近蒙古边界的荒凉地区，位于乌鲁木齐东北约240公里。2004年4月13日，一位美国人格雷格·迈克尔斯（Greg Michaels）与一位中国出租车司机Ru Rong Zhao一同从距其110公里的奇台出发到达此地，并在经纬汇合工程中进行了记录。他们的访问表明此处没有任何指示的标志。
另外两个45×90点则是分别位于南太平洋与印度洋的45°0′0″S 90°0′0″W / 45.00000°S 90.00000°W与45°0′0″S 90°0′0″E / 45.00000°S 90.00000°E。有指马航MH370空难发生后的搜救行动曾一度以东南45×90点为轴心进行搜寻。